# Joseph M. McCormick
Joseph M. McCormick (Chicago, 1877. május 16. – Washington, 1925. február 25.) az Amerikai Egyesült Államok szenátora (Illinois, 1919–1925).